# Villanógránát

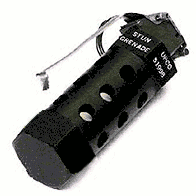
M84 típusú villanógránát

A villanógránát (angolul: flashbang, vagy hivatalosabban: stun grenade) egy tömegoszlatásra, illetve háborúban az ellenség látóképességeinek ideiglenes korlátozására szolgáló, nem-halálos fegyver. Ideiglenesen megvakítja, és meg is süketíti az áldozatot, (hangja erősebb 170 decibelnél) anélkül, hogy megsebesítené azt. Elsőként a brit SAS használta az 1970-es években.
A villanás az emberi szem összes fényérzékelő sejtjét igénybe veszi, így megközelítőleg 5 másodpercig hatástalanítja azokat, egészen addig amíg azok vissza nem állnak normális állapotukba. A robbanás hangja megsüketíti ideiglenesen az áldozatot, és megzavarja a perilimfáját is, így a célpont az egyensúlyát is elveszíti egy időre.